# Fenomen stanisławowski
Fenomen stanisławowski (ukr. Станіславський феномен) – określenie powstania ukraińskiego środowiska literackiego i działalność artystów skupionych wokół miasta Iwano-Frankiwska (dawna nazwa: Stanisławów). Iwano-Frankiwsk uważany był za artystyczną prowincję i stąd nazwa „fenomen stanisławowski”. 
Postacią najbardziej znaną z tego kręgu artystów jest Jurij Andruchowycz. Oprócz niego można wymienić Tarasa Prochaśko, Jurka Prochaśko, Myrosława Jaremaka, Ańkę Kyrpan, Switłanę Chmil, Ołeha Huculaka, Lenę Rubanowską.
Czynnikiem cementującym to środowisko było rozpoczęcie wydawania almanachu „Czetwer” przez Jurija Izdryka.
Oprócz tego Wołodymyr Jeszkilew wydaje almanach „Pleroma” i Małą Encyklopedię Aktualnej Literatury Ukraińskiej. 
W Stanisławowie działają ponadto znani malarze ukraińscy Wołodymyr Humennyj i Wołodymyr Czerniawskyj, oraz Wołodymyr Mułyk, Sławko Janowski, Ołeh Hnatiw, Rostysław Koterlin, Myrosław Korol.